# Hazard (Kentucky)
Hazard és una població dels Estats Units a l'estat de Kentucky. Segons el cens del 2000 tenia 4.806 habitants.

## Demografia
Segons el cens del 2000, Hazard tenia 4.806 habitants, 1.946 habitatges, i 1.266 famílies. La densitat de població era de 264,3 habitants/km².
Dels 1.946 habitatges en un 30,2% hi vivien nens de menys de 18 anys, en un 42,9% hi vivien parelles casades, en un 18,3% dones solteres, i en un 34,9% no eren unitats familiars. En el 31,7% dels habitatges hi vivien persones soles el 13,7% de les quals corresponia a persones de 65 anys o més que vivien soles. El nombre mitjà de persones vivint en cada habitatge era de 2,3 i el nombre mitjà de persones que vivien en cada família era de 2,88.
Per edats la població es repartia de la següent manera: un 21,9% tenia menys de 18 anys, un 8,5% entre 18 i 24, un 28% entre 25 i 44, un 23,9% de 45 a 60 i un 17,7% 65 anys o més.
L'edat mediana era de 39 anys. Per cada 100 dones de 18 o més anys hi havia 82,3 homes.
La renda mediana per habitatge era de 20.690$ i la renda mediana per família de 27.226$. Els homes tenien una renda mediana de 34.398$ mentre que les dones 22.386$. La renda per capita de la població era de 14.782$. Entorn del 30,9% de les famílies i el 30,5% de la població estaven per davall del llindar de pobresa.

## Poblacions més properes
El següent diagrama mostra les poblacions més properes.